# Ambassade van Nederland in Noorwegen
De Nederlandse ambassade in Oslo is gevestigd aan de Oscars gate 29. De ambassade staat in de wijk Homansbyen, in het midden van Oslo, recht achter het Koninklijk Paleis. 
Er zijn zes honoraire consulaten, waarvan één in Reykjavik in IJsland. De overige consulaten staan in Bergen, Larvik, Stavanger, Tromsø en Trondheim. De ambtswoning van ambassadeur Tom van Oorschot staat aan de Gyldenløvesgate tegenover de ingang van het Vigelandpark. 

## Het gebouw
De wijk Homansbyen werd tussen 1858 en 1880 gebouwd door de Duitse gebroeders Homan. In 1867-1868 bouwden zij ook de tegenwoordige ambassade, naar een ontwerp van architect Wilhem von Hanno. Door de jaren heen was de villa vooral eigendom van welgestelde handelaren. Zij hebben de villa meerdere keren laten verbouwen en uitbreiden, in 1883 bijvoorbeeld met een uitbouw en een balkon. Ook in 1908 zijn delen aangebouwd.
In 1996 is het gebouw gerenoveerd en gerestaureerd. Hierbij werd een nieuwe glazen ingangspartij aangebouwd. In 2015 kreeg het pand een nieuw, koperen dak. Ook werd de gehele buitenkant opnieuw geschilderd in een gele tint. 